# یوبا (اکلاهما)
یوبا (به انگلیسی: Yuba) یک منطقهٔ مسکونی در ایالات متحده آمریکا است که در شهرستان برایان، اکلاهما واقع شده‌است. یوبا ۱۵۰٫۸۸ متر بالاتر از سطح دریا واقع شده‌است.